# La Romana Volleyball Club
O La Romana Volleyball Club, também chamado de Club Romana ou simplesmente La Romana, é um time de voleibol feminino e masculino dominicano da cidade de La Romana, província homônima. Disputa o Campeonato Dominicano de Voleibol Masculino.[carece de fontes?] Foi nomeado pela NORCECA para a disputa do Mundial de Clubes de 2013.

## Elenco
Integrantes do La Romana para a disputa do Mundial de Clubes de 2013